# Локоть (Дрогобицький район)
Лóкоть — хутір в Україні, адміністративно входить у склад села Рибник Східницької селищної громади Дрогобицького району Львівської області.
Присілок розташований за 1,8 км на південний схід від села Рибник серед меандрів р. Стрий на середній висоті 500 м над р. м. У північній околиці є невелика полога гора Батинець (608 м). Хутір із трьох сторін оточений рікою.
Назву виводять від слова локоть, лікоть, бо в цьому місці річка робить згин у вигляді зігнутої руки, а її русло нагадує латинську літеру S.
За версією науковиці Віри Котович, у назві поселення відображено характерну ознаку місцевості, на якій населений пункт було засновано. Ойконім утворено від апелятива локоть з метафоричним значенням "вигин (лікоть або коліно) ріки".
Заслуговує на увагу версія про походження назви топонімів з основою док-, лок- від германського слова lauhatjan - "блискати, палахкотіти". У такому разі можна припускати виникнення поселення на теренах хутора в першій половині I тисячоліття.
За переказами, хутір засновано пізніше від часу перебування на цих теренах, зокрема на горі Батинці,  монголо-татарського війська хана Батия, можливо, в XIV-XV ст. За 600 м на північ від хутора була велика могила того періоду, а можливо, й давніша, але зрівняна із землею.
З ІХ ст. на цих теренах були Київська Русь, Перемиське князівство, Галицьке князівство, Галицько-Волинське князівство.
У 1434–1772 роках на цих землях було Руське воєводство. Поселення знаходилось на території тодішнього Дрогобицького повіту Перемишльської землі Корони Королівства Польського (у 1569—1772 рр. у складі Речі Посполитої).
У 1773 р. в Галичині, після її приєднання до імперії Габсбургів, здійснити адміністративну реорганізацію краю. Голодівка опинилась у тодішньому Дрогобицькому районі Самбірського крайсу (округу) Королівства Галичини та Володимирії Австрійської монархії.
Перша писемна згадка про поселення припадає на 1855 р. — Łokieć. Назва зафіксована на австрійській карті Галичини та Лодомерії.
У період 1805-1918 рр. поселення знаходилось на території Дрогобицького дистрикту (повіту (нім. Gebiet, пол. powiat)) Самбірського округу (крайсу, циркула (нім. Kreis, пол. cyrkuł)) Королівства Галичини та Володимирії Австро-Угорщини.
На поч. ХХ ст. населений пункт існував як самостійне поселення, село. До його складу також входив хутір Дубина, що й зараз розташований на протилежному березі ріки Стрий на захід від Локоті.
У період ЗУНР поселення входило у склад Дрогобицького повіту Самбірської військової округи Львівської військової області.
У 1920 р, з приходом Польщі, село увійшло до волості Рибник Дрогобицького повіту Львівського воєводства.
1 серпня 1934 р. в Дрогобицькому повіті було створено ґміну Новий Кропивник з центром у с. Новий Кропивник. У склад ґміни входили сільські громади: Довге Підбузьке, Ластівка, Майдан, Новий Кропивник, Старий Кропивник, Рибник.
За часів УРСР, упродовж 1939-1941 та 1944-1959 рр. хутір належав до Рибницької сільської ради Підбузького району Дрогобицької області.
На карті Дрогобицької області УРСР за станом на 1940 р., назву поселення не позначено.
У період нацистської окупації під час Другої світової війни, зі серпня 1941 року поселення увійшло до волості (нім. Landgemeinde) Новий Кропивник окружного староства Дрогобич (нім. Kreishauptmannschaft Drohobycz) дистрикту Галичина Генерал-губернаторства для окупованих польських земель.
Дистрикт Галичина припинив своє існування наприкінці липня 1944 року, коли внаслідок Львівсько-Сандомирської операції, був ліквідований, а німецька окупація змінилася на радянську. 6 серпня 1944 року до адміністративного центру округи вступили радянські війська.
У період між 1959 та 1962 роками його включили у склад села Рибник - так воно перейшло до Новокропивницької сільської ради, а з 1995 р. - до новоствореної (відновленої) Рибницької сільської ради Дрогобицького району Львівської області. А хутір Дубина включили у склад села Довге.
З 2020 р., після чергової адміністративно-територіальної реформи, поселення разом із селом Рибник увійшло до Новокропивницького старостинського округу Східницької громади оновленого Дрогобицького району Львівщини.
Селяни займались рільництвом, тваринництвом, ремеслами, згодом заготівлею лісу для тартаку, працювали на нафтових промислах у Бориславі та Східниці.
Частини хутора і мікротопоніми: Вершки, Кітлини, Батинець, Мохнаня, Луги, Завій, Жолоб, Пасіка, Горби, Папороть, Данки, Розсадник.
На хуторі є один урбанонім — вулиця Івана Франка.
У північно-західній стороні села, при в'їзді, розташований давній цвинтар.
Цікавою туристичною атракцією є підвісний міст через ріку Стрий. На березі, вище моста, зведено оглядовий майданчик з видом на меандри р. Стрий та на найвищу гору Дрогобицького району (до реформи 2020 р.) - гору Героїв Небесної Сотні.
Сусідні населені пункти: